# クロキノール
クロキノール（Crokinole、発音は[ˈkroʊkɪnoʊl] KROH-ki-nohl）またはクロックノールは器用さを競うボード・ゲームの一種。
円形の遊戯面を用い、プレイヤーは交代で、より高得点の領域にディスクを弾き入れようとすると同時に、相手のディスクを弾き出そうとする。シャフルボードやカーリングをテーブル上に収まるサイズにしたようなものである点で、pitchnutやカロム、ビー玉遊び、おはじき、shove ha'pennyに類似している。

## クロキノールの道具
クロキノール・ボードの大きさはまちまちであるが、通常、八角形か円形の平滑な木製またはラミネートでできており、直径はおよそ66cmである。ボード上には外側から5, 10, 15点の3つのリングが同心円状に配置されている。中央には20点相当の小さな窪みが設けられている。内側の15点リングは八本の小さなバンパー/杭により守られている。一番外側のリングは等間隔に四つの扇状のゾーンにわかれている。ボードの縁は少し持ち上げられており、ディスクを弾くのをミスしてもボードから飛び出しにくいようになっている。使われていないディスクはリングとボードの縁の間のガター（溝）に貯めておける。ディスクはチェッカーの駒とほぼ同じくらいのサイズで中央の溝よりもわずかに小さくできている。摩擦を減らすために中央が凹んでいるものや、中央に穴のあるものもある。

## パウダー
滑りパウダーの使用は論争の種であり、旧来の手法でプレイしたい人々はその使用に反対している。
パウダーは駒がスムーズにボード上を滑るようにするために使われる。カロムのルールでは、パウダーは盤上を滑らかかつ乾燥した状態に保つために高品質なものでなければならず、湿ったものは使えない。盤上にパウダーをまぶすためにはポーチやコンテナが使われ、混ぜ物をしてはいけない。殆どの場合ホウ素パウダーが用いられる。
英国では、印刷物同士でインクがうつってしまうのを防止する裏移り防止パウダーが使われることが多い。これは特定の静電容量をもっており、直径が50マイクロメートルほどの微粒子で、原料は穀物由来のデンプンである。

## ゲームの進め方
ほとんどの場合二人、または2対2のチーム戦でプレイされる。チーム戦の場合は味方同士でボードを挟むように座る。プレイヤーは代わりばんこに駒をボードの端から弾き入れる。指で弾くのが一般的であるが、時にはビリヤードで使うようなキューが用いられることもある。敵側のディスクがボード上にある場合、プレイヤーは直接にまたは間接的に自分のディスクをぶつけなければいけない。もし敵の駒にかすらなければ、そのショットは「ファウル」と見なされショット中にぶつけてしまった自分の駒と共にリング上から溝へと取り除かれる。
たいていのルールでは、敵の駒がボード上にない場合のショットは15点リング内にすっぽり（またはルールによってはライン上でも認められる）入れなければファウル扱いされる。これは「no hiding（かくれちゃダメ）」ルールと呼ばれる。というのも、このルールなしにはプレイヤーは初回のショットで相手にぶつけられないような場所に配置できてしまう（例えば点数は低いもののごく短い距離だけ弾いて5点リングの端付近に打ってしまえば、相手はファウルしないためにはガードされた内側のリングを完全に突き抜けて、ボードの端から端まで極めて正確に弾かなければならなくなる）からである。このno hidingルールなしでプレイする場合、プレイヤーは一般的にどのようなショットを繰り出してもよく、また駒がボードの縁の内側に留まっている限りファウルにはならない。
ゲームを通して、俗にthe "Toad"（ヒキガエル。「やなやつ」という意味がある）と呼ばれる中心の20点ホールにすっぽりと入ったショットは即座に取り除かれ、それを放ったプレイヤーに20点を無条件で加算する。
点数はすべての持ち駒（一般的にはプレイヤーまたはチームにつき12駒ずつ）をすべて打ち尽くしたときにカウントされる。点数は得点差により計算される。例えばより高得点であったプレイヤー（またはチーム）は相手側との得点差を点数として得る。つまり1ラウンドにつき片方しか点数を得られずそのラウンドの敗者は0点となる。ゲームはあらかじめ定められた勝利得点にどちらかが達するまで続く。

## 歴史
知られている限り最古のクロキノール・ボードは、1876年にカナダ・オンタリオの職人エックハート・ヴェットローファーによって作られたとされている。1990年代以降になって1870年代につくられたとみられる自家製のボードが何個かオンタリオの南西部で見つかっている。1880年4月20日にニューヨーク市でジョシュア・K・インゴールス名義で特許権が認められたとみられる。更にルーツを辿って行くと英国か南アジアの発祥であるという説もある。
クロキノールは、しばしばキリスト教系の宗教・文化集団であるメノナイトやアーミッシュが発祥と一部の人々の間で信じられているが、その説を支持する証拠は見つかっていない。この誤解の原因はそれらの宗派の人々の間でのこのボード・ゲームの人気ぶりにあるかもしれない。トランプのようなカードゲームやダンスの類いが「悪魔の所業」と19世紀のプロテスタント諸派に忌避されていたのに対し、クロキノールは余暇にプレイされる当たり障りのない遊びと見なされていた。
2006年には2004年の世界クロキノール選手権（後述）の出場者を追うドキュメンタリーフィルム『Crokinole』が公開された。ゲームの発祥地であるオンタリオで世界初公開された。

## 名前の由来
”クロキノール”という名前はcroquignoleというフランス語の単語からきている。
1. 本国フランス語ではクッキーの一種（または英国英語では"ビスケット"）[7]
2. ケベック・フランス語では形以外はドーナッツに似た食べ物のことを指す[9]

またこの語はかつて指で弾く動作のことも意味しており、それがこのボード・ゲームの名の由来であると考えられる。CroquignoleはPichenotteの同義語としても使われていたことがある。こちらの語はpichenotteやpitchnutといった類似ボード・ゲームの語源となっている。

## クロキノール選手権
世界クロキノール選手権 (The World Crokinole Championship: WCC) トーナメントは、1999年以降、毎年6月第一土曜日にオンタリオ州タビストックで開催されている。タビストックはエックハートの出身地であるため選ばれた。大人部門で王者として君臨しているのはオンタリオ州トロント出身のBrian Cook、ダブルスのチャンピオンはこちらもまたトロント出身のFred SlaterとJustin Slater組である。
WCCの予選はランダムに割り振られた相手と10試合行い、トップ16選手/チームがプレイオフに進出する。指で弾くカテゴリにおいては競技として勝負する大人シングルス部門 (Adult Singles)、初心者向けのレクリエーション部門 (Recreational)、そして子ども向けに11〜14歳、ジュニア向けの6〜10歳の各部門がある。また20点ホールに最も沢山打ち込んだ選手を各部門ごとに表彰する。
2005年より大連にて中国クロキノール選手権 (Chinese Championships of Crokinole: CCC) が大きな規模で開催されている。大連が開催地として選ばれているのはカナダ出身の人々が多いためである。2005年よりCCCの優勝者は世界選手権への出場権が与えられることとなっている。

## 昭和天皇との関係
昭和天皇の87年の生涯を記録した『昭和天皇実録』において、幼少期の遊びとして登場する遊びの名称としてクロキノールと良く似た「クロックノール」の語が、学習院初等科入学前後に少なくとも4回登場する。これがどの様な遊びであったかは宮内庁も「わからない」としているが、「当時、（幼少の昭和天皇が）大変熱心にされていた遊びだった。その事実を記した」とコメントしていた。弟の秩父宮（秩父宮雍仁親王）も同様の遊びをしていたという。
沼津御用邸東附属邸第1学問所の西附属邸御座所（居間）のテーブルには「クロックノール」が置かれている。
1903年に日本で発行されたクロキノールの教本である『クロック術』によると、当時クロキノールが「クロックノール」と呼ばれていたことが窺える。